# Florian Dick
Florian Dick (Bruchsal, 9 novembre 1984) è un ex calciatore tedesco, di ruolo difensore.

## Palmarès

### Club

#### Competizioni nazionali
- Campionato tedesco di seconda divisione: 1

Kaiserslautern: 2009-2010
- 3. Liga: 1

Arminia Bielefeld: 2014-2015